# Hypomicrogaster fomes
Hypomicrogaster fomes är en stekelart som beskrevs av Nixon 1965. Hypomicrogaster fomes ingår i släktet Hypomicrogaster och familjen bracksteklar. Inga underarter finns listade i Catalogue of Life.